# Niedarzyn (gromada)
Niedarzyn (do 30 XII 1968 Kaczorowy) – dawna gromada, czyli najmniejsza jednostka podziału terytorialnego Polskiej Rzeczypospolitej Ludowej w latach 1954–1972.
Gromady, z gromadzkimi radami narodowymi (GRN) jako organami władzy najniższego stopnia na wsi, funkcjonowały od reformy reorganizującej administrację wiejską przeprowadzonej jesienią 1954 do momentu ich zniesienia z dniem 1 stycznia 1973, tym samym wypierając organizację gminną w latach 1954–1972.
Gromadę Niedarzyn z siedzibą GRN w Niedarzynie utworzono 1 stycznia 1969 w powiecie płońskim w woj. warszawskim w związku z przeniesieniem siedziby GRN gromady Kaczorowy z Kaczorów do Niedarzyna i zmianą nazwy jednostki na gromada Niedarzyn.
Gromada przetrwała do końca 1972 roku, czyli do kolejnej reformy gminnej.